# 戚藩
戚藩（？—？），字价人，號蘧菴，南直隸常州府江陰縣人，清朝政治人物。

## 生平
明崇禎十五年（1642年）壬午科應天鄉試第六名舉人，清順治十二年（1655年）乙未科進士，授甘肅安定縣知縣。